# Hôn nhân cùng giới ở Akrotiri và Dhekelia

Luật về hôn nhân cùng giới trên đảo Síp
Hôn nhân cùng giới hợp pháp
Kết hợp dân sự
Không được công nhận
Vùng đệm của Liên hợp quốc

Hôn nhân cùng giới ở Akrotiri và Dhekelia, một Lãnh thổ hải ngoại của Anh, đã được hợp pháp kể từ ngày 3 tháng 6 năm 2014. Một sắc lệnh hợp pháp hóa hôn nhân bởi Nữ hoàng xuất sắc nhất trong Hội đồng vào ngày 28 tháng 4 năm 2014 và có hiệu lực vào ngày 3 tháng 6. Tuy nhiên, để một cặp đôi cùng giới kết hôn ở lãnh thổ, ít nhất một đối tác phải phục vụ trong Lực lượng Vũ trang Anh và đơn xin kết hôn của họ phải được chỉ huy cơ sở chấp thuận. Cặp đôi cùng giới đầu tiên kết hôn trong lãnh thổ là Trung sĩ Alastair Smith và Aaron Weston, những người kết hôn tại căn cứ quân sự của Anh ở Dhekelia vào ngày 10 tháng 9 năm 2016.
Quan hệ đối tác dân sự cũng là hợp pháp đối với các cặp cùng giới, nếu có ít nhất một đối tác đang phục vụ trong Lực lượng Vũ trang Anh, kể từ ngày 7 tháng 12 năm 2005.
Các cặp vợ chồng đồng tính dân sự sống trong lãnh thổ không thể kết hôn, vì họ bị chi phối theo luật pháp của Síp không công nhận hôn nhân cùng giới. Năm 1960, khi Cộng hòa Síp trở nên độc lập, Vương quốc Anh tuyên bố rằng các luật áp dụng cho dân số sẽ càng xa càng tốt như luật pháp của Síp. Vào tháng 12 năm 2015, kết hợp dân sự đã được hợp pháp hóa tại Síp cho cả các cặp vợ chồng khác giới và cùng giới.